# Mario Osbén
Mario Ignacio Osbén (Chiguayante, 14 juli 1950 - Concepción, 7 februari 2021) was een profvoetballer uit Chili, die speelde als doelman. Hij werd in 1991 uitgeroepen tot Chileens voetballer van het jaar. Na zijn actieve loopbaan stapte hij het trainersvak in.

## Clubcarrière
Osbén won vijf nationale titels met drie verschillende clubs gedurende zijn carrière. Hij beëindigde zijn actieve loopbaan in 1992.

## Interlandcarrière
Osbén speelde 36 officiële interlands voor Chili in de periode 1979-1988. Hij maakte zijn debuut in de vriendschappelijke thuiswedstrijd tegen Uruguay (1-0) op 11 juli 1979. Osbén nam met Chili deel aan het WK voetbal 1982 in Spanje, waar hij in alle (drie) groepswedstrijden in actie kwam. Daar beleefde La Roja een roemloze aftocht na drie nederlagen op rij; achtereenvolgens Oostenrijk (0-1), West-Duitsland (1-4) en Algerije (2-3) waren te sterk voor de ploeg van bondscoach Luis Santibáñez.

## Erelijst
Unión Española
- Primera División

1977
 Colo-Colo
- Primera División

1981, 1983
- Copa Chile

1981, 1982
 Cobreloa
- Primera División

1988
- Chileens voetballer van het jaar

1991